# 丁蛎属
丁蛎属（学名：Malleus）是丁蛎科的一個屬。本屬舊屬莺蛤目，2016年隨同莺蛤目被併入牡蠣目。

## 形態特徵
本屬物種皆有特長背緣，與貝殼接近垂直成類似中文的「丁」字或拉丁字母的「J」或「T」字，又或成槌頭狀，所以在西方又名「槌頭蠔」。兩瓣殼幾乎完全相同大小，但表面凹凸不平。

## 分佈及棲息地
分佈於印度洋及西太平洋，見於南中國海、新加坡、马来西亚、印度尼西亚、中国大陆、台湾。
棲息於淺海的砂礫或岩礫底火，也見於海草及岩石平台上，生活在潮间带、低潮线附近。

## 物種
本屬現時紀錄有物種27個，當中4個物種有在台灣發現。
- 丁蛎 Malleus albus Lamarck[5]：又名白丁蠣。
- 黑丁蛎 Malleus malleus (Linnaeus)
- 短耳丁蛎 Malleus regula [6]

## 圖庫

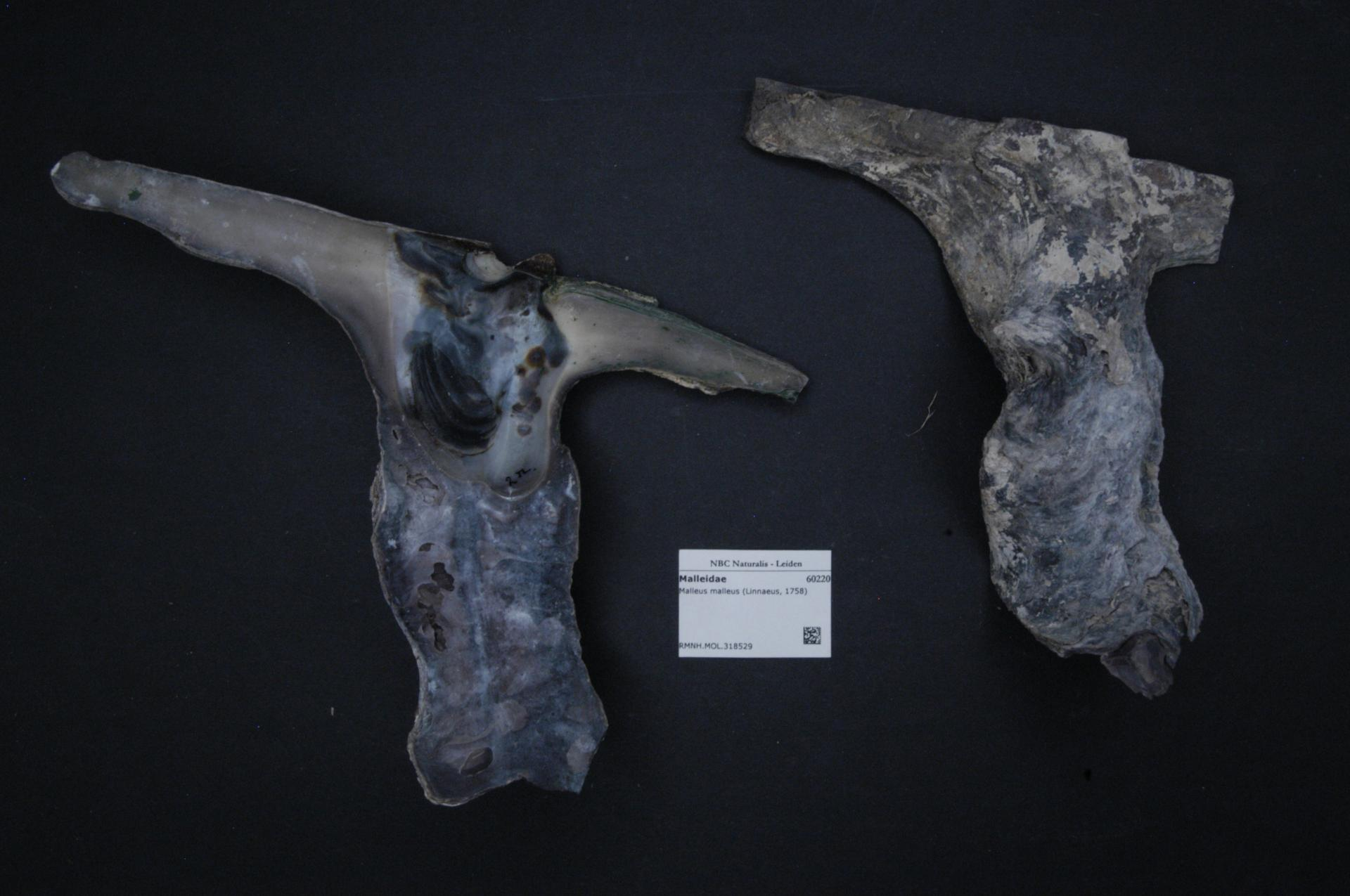
Malleus malleus (Linnaeus, 1758)
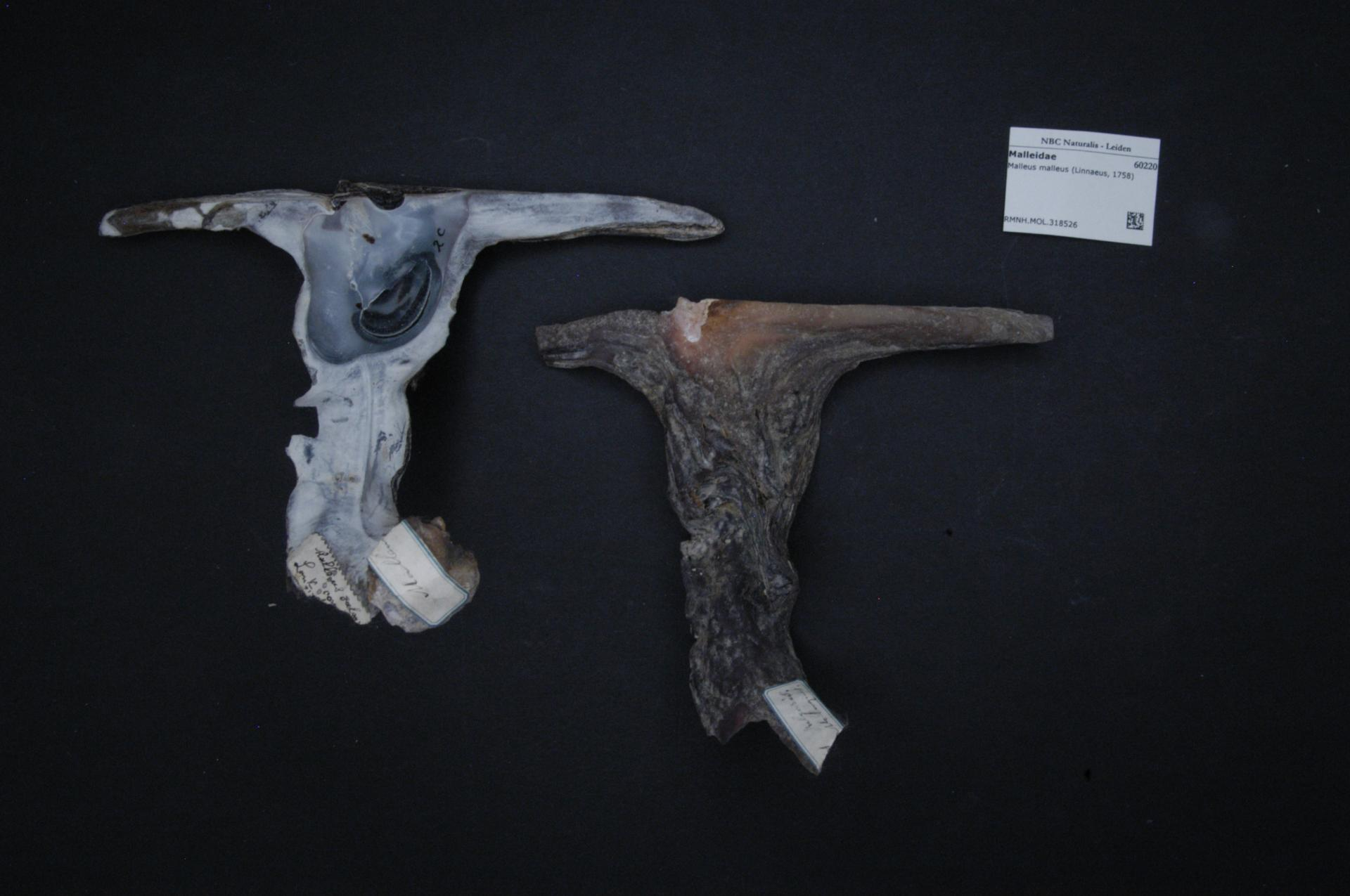
Malleus malleus (Linnaeus, 1758)
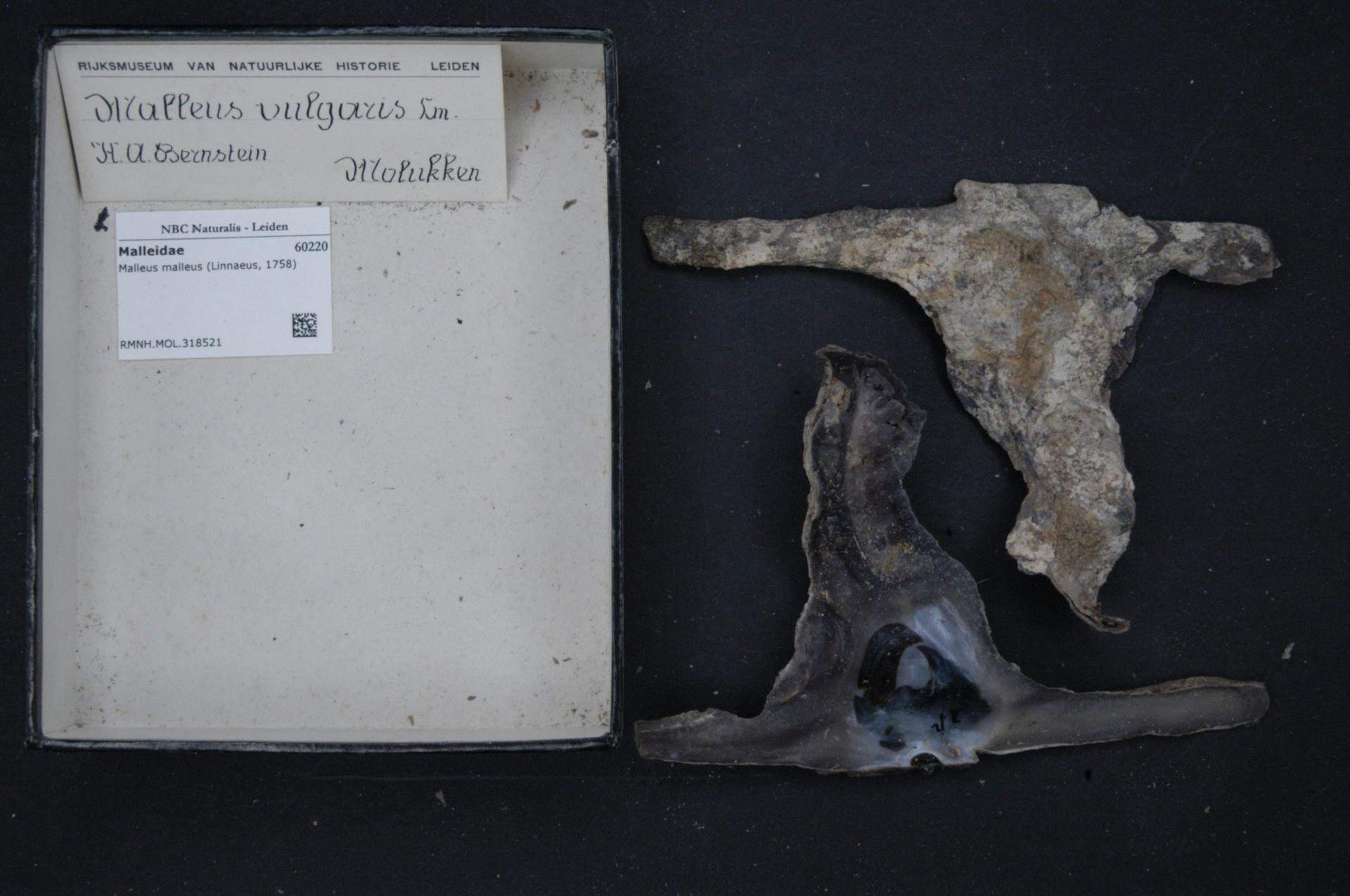
Malleus malleus (Linnaeus, 1758)
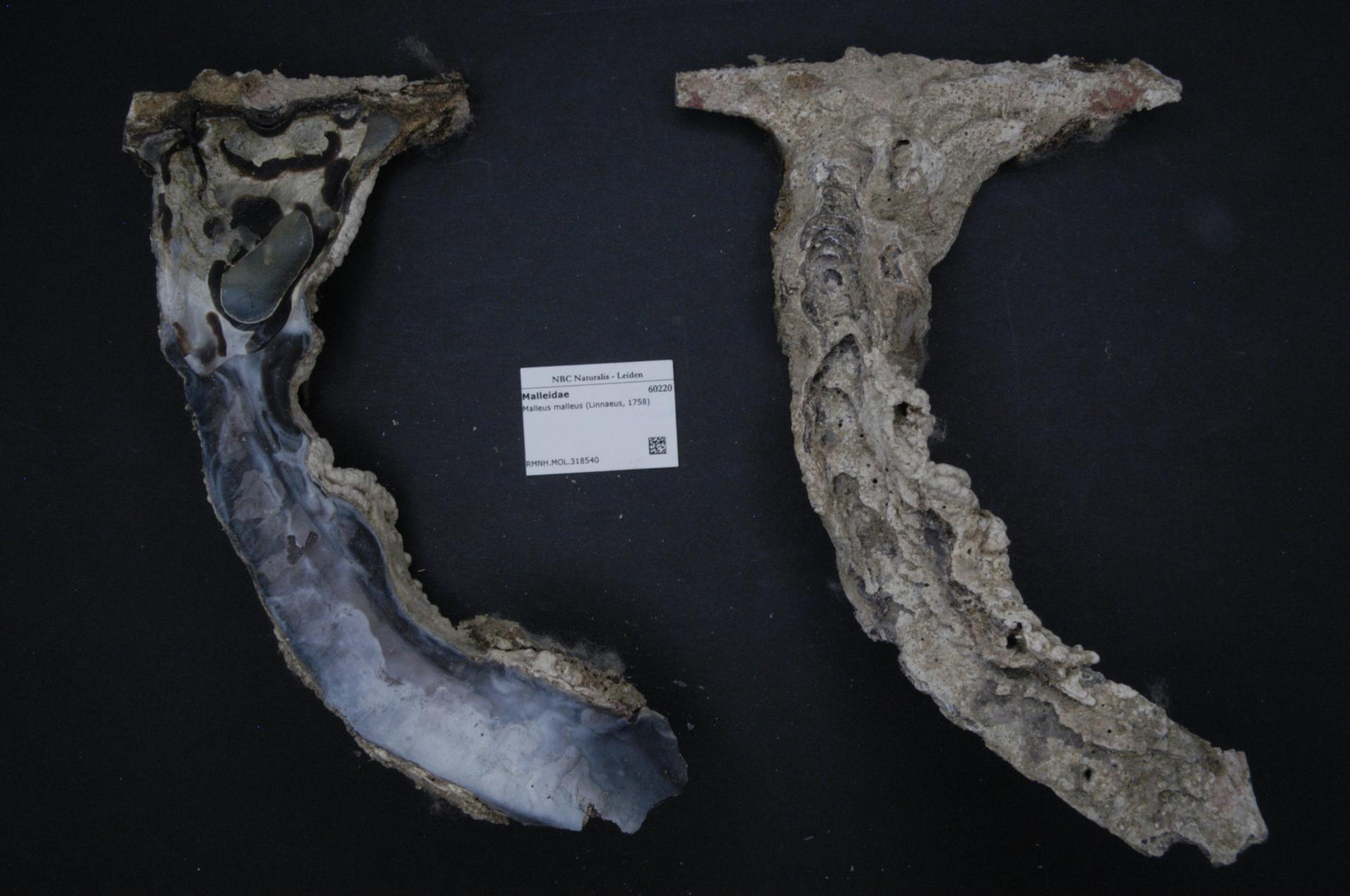
Malleus malleus (Linnaeus, 1758)